# シャルル・アングラン
シャルル・アングラン（Charles Angrand、1854年4月19日 - 1926年4月1日）はフランスの画家である。「新印象派」の画家の一人で、1880年代、1890年代のパリの前衛画家の主要な一人であった。

## 略歴
ノルマンディー地域圏、セーヌ＝マリティーム県のクリクト＝シュル＝ウヴィル(Criquetot-sur-Ouville)で学校の校長の息子に生まれた。ルーアンの美術学校( Académie de Peinture et de Dessin)で学んだ。その年没したコローの回顧展を見るために、1875年にパリを訪れた。初期のアングランの作品にはコローの影響があった。
国立高等美術学校の入学試験に失敗した後、1882年にパリに移り住み、リセ・シャプタルで数学の教師になった。多くの前衛画家が集まった「カフェ・ダテーヌ」(Café d'Athènes)や「カフェ・ゲルボア」(Café Guerbois)、ル・シャ・ノワールなどのある近くに住んだ。パリの前衛芸術家たちの交流の中に入り、ジョルジュ・スーラ、フィンセント・ファン・ゴッホ、ポール・シニャック、マクシミリアン・リュス、アンリ＝エドモン・クロスといった画家たちと友人となった。1884年に、スーラ、シニャック、オディロン・ルドンらが設立を主導したアンデパンダン美術協会の創立メンバーに加わった。
1880年代半ばからスーラ、シニャックといった「新印象派」の画家と交流することによってアングランの画風は「新印象派」のスタイルに変わっていったが、同じ点描でも原色の組み合わせではなくより中間色を使ったスタイルであった。
アンデパンダン展に出展する他、1891年にベルギーの「20人展」に招待され出展した。1890年代初め、油絵を止め、コンテ画やパステル画で農村生活や母子像を描いた時代があった。暗い画調は象徴的な効果をもたらした。その時代は、シニャックやリュス、テオ・ファン・レイセルベルヘといった「新印象派」の画家の何人かと同じように、アナキスト、ジャン・グラーブが出版した「Les Temps nouveaux」など社会主義の刊行物に挿絵を描いた。
1896年にノルマンディー、セーヌ＝マリティーム県のサン＝ローラン＝アン＝コー(Saint-Laurent-en-Caux)に移った。1906年頃から油絵を再び描きはじめた。第一次世界大戦の前に、1年間ディエップで住んだ後、ルーアンに戻り、残りの人生でそこで暮らした。

## 作品

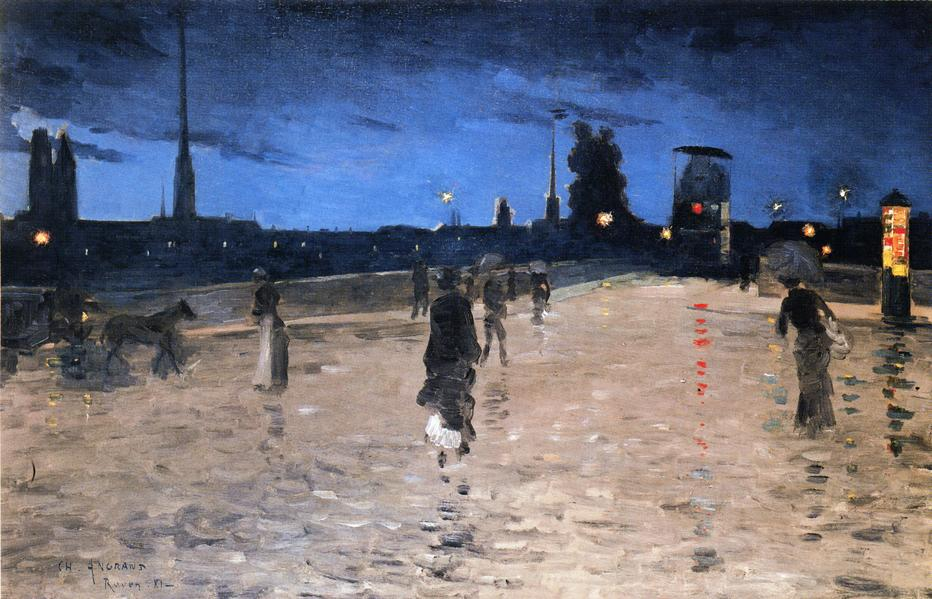
"Le Pont De Pierre" 『石橋にて』(c.1880)
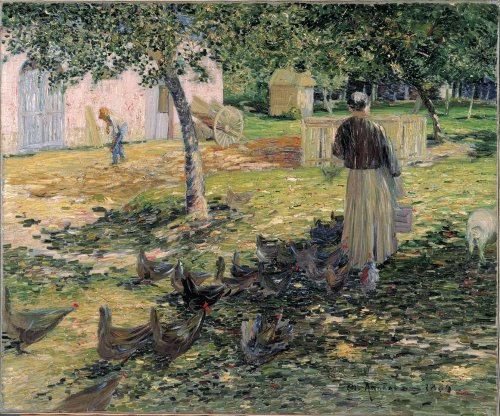
"Feeding the chickens" 『鶏の餌付け』(1884)
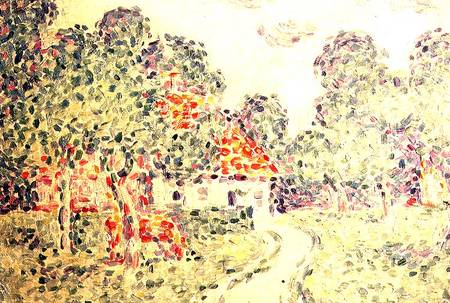
"The little Farm"『小さな農家』 (1890)
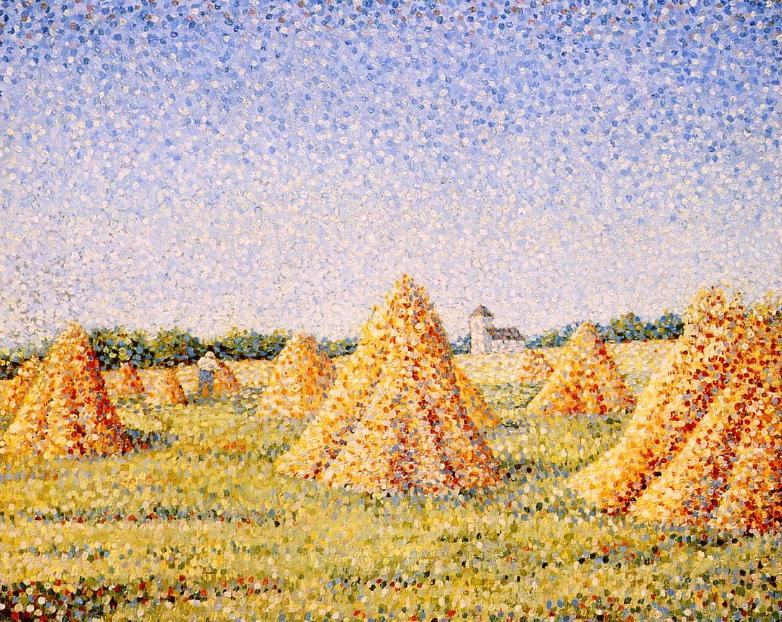
"The Harvest" 『収穫』(1890)
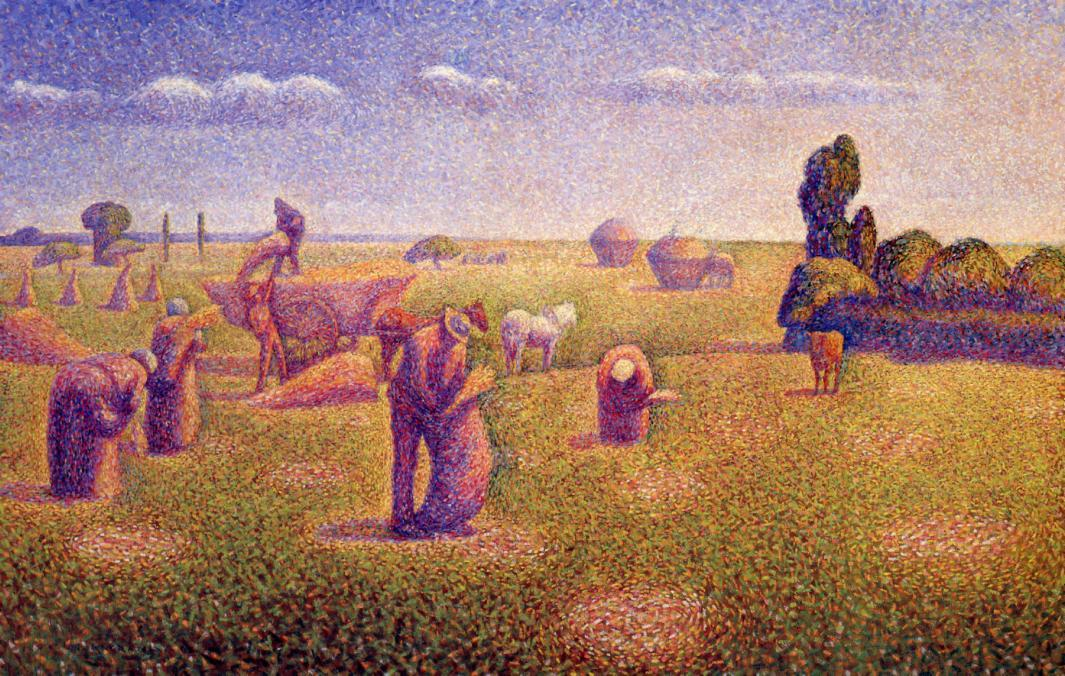
"The Harvesters"『刈り入れる人々』 (1892)
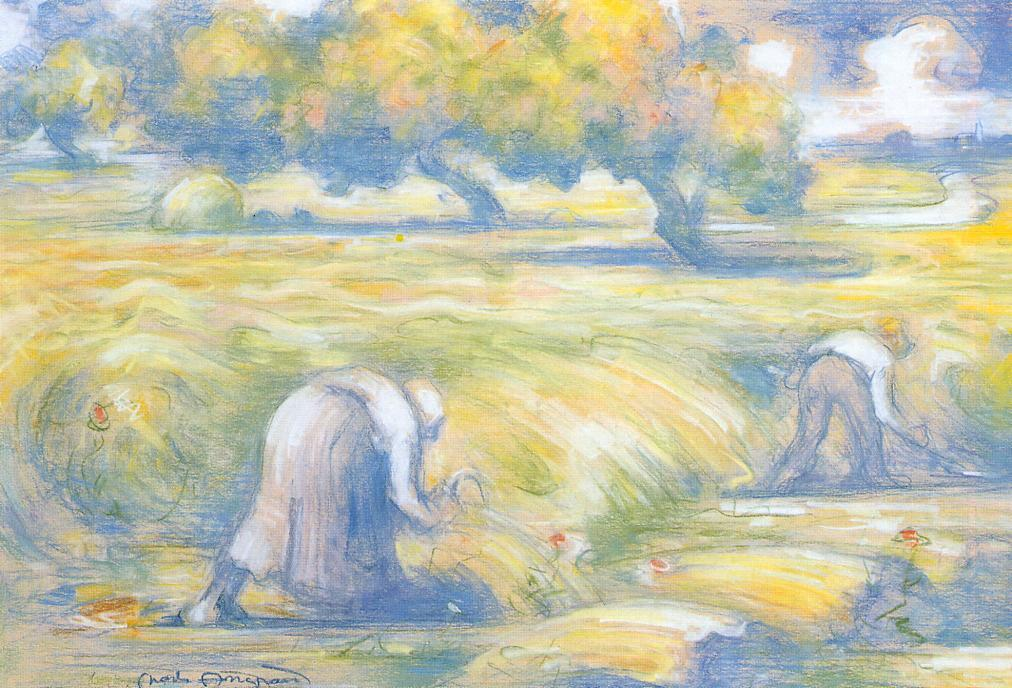
"Wheat"『コムギ畑』